# Воскресенская набережная
Воскресе́нская на́бережная — набережная в Центральном районе Санкт-Петербурга. Проходит по левому берегу Невы от Водопроводного переулка до Литейного проспекта.

## Расположение
Проходит по левому берегу Невы от Водопроводного переулка до Литейного проспекта. На восток продолжается Смольной набережной, на запад — набережной Кутузова. К набережной примыкают следующие улицы: Водопроводный переулок, Потёмкинская улица, Проспект Чернышевского, Литейный проспект.
Участок от Потёмкинской улицы до Литейного проспекта в 1883–1887 годах входил в состав Гагаринской набережной. До 1930 года в состав набережной входил участок восточнее Водопроводного переулка, впоследствии отошедший к Смольной набережной.

## Название
Впервые название появляется на планах 1792–1793 годов и происходит от наименования параллельной ей Воскресенской улицы (ныне Шпалерная улица). Фактически набережной, однако, тогда не существовало, и название закрепилось за современной Шпалерной улицей. Наименование Воcкреcенcкая набережная вновь присвоено 16 апреля 1887 года.
В февраля 1916 года, во время Первой Мировой войны, городская дума решила дать новое название — Бельгийская набережная, как указано в решении, «принимая во внимание, что две набережные реки Невы носят имена союзных России держав Англии (Английская набережная) и Франции (Французская набережная), и желая запечатлеть свои чувства к третьей союзной державе — Бельгии и ее армии». Однако решение не было выполнено.
6 октября 1923 года набережная была переименована набережную Робеспьера, в память о Максимилиане Робеспьере, одного из руководителей Великой Французcкой революции. Это название просуществовало 91 год. 23 июня 2014 года постановлением Правительства Санкт-Петербурга набережной возвращено первоначальное название — Воскресенская.

## История
В 1852 году небольшой участок берега в районе Литейного моста на протяжении 288 м был укреплён высокой вертикальной гранитной стенкой с двумя спусками. Сперва ее предполагалось оградить металлической решёткой, но затем решётка была заменена гранитным парапетом. Это несколько объединило архитектуру нового участка со старой набережной, продолжением которой он являлся. Однако архитектурное решение здесь все же иное. «Кордонный камень» на новом участке был уложен не в виде сильно выступающего вала, а сделан в четверть круга, заполняя отступ парапета от стенки набережной. Лестницы спусков не выступали из габарита стенки, а были врезаны в неё.
Остальная часть набережной крепления не имела, берег представлял собой широкую пологую полосу. Набережная долгое время интенсивно использовалась как площадка для разгрузки и хранения строительных материалов и леса, прибывающих в город по воде.
В 1925—1926 годах, после сильнейшего наводнения 1924 года, по проекту инженеров Б. Д. Васильева, Е. В. Тумиловича и под руководством П. П. Степнова был благоустроен участок до Водопроводного переулка. В створе проспекта Чернышевского была установлена гранитная скамейка, скомпнонованная из крупных гранитных блоков по рисунку архитектора Е. И. Катонина. Это был первый послереволюционный опыт постройки двухъярусной разгрузочной площадки облегчённого типа. Со стороны реки берег укреплялся деревянным шпунтом с бетонным банкетом. В банкет упирался мощеный откос. За бровкой откоса размещалась площадка шириной в 12 м, которая отделялась от проезжей части с тротуаром также мощением.
С реконструкцией в 1967 году Литейного моста старую гранитную стенку перестраивают по проекту архитектора Ю. И. Синицы и инженера Л. А. Вильдгрубе. Примыкающий к мосту участок набережной становится двухъярусной стенкой с лестницей-сходом для прохода под мостом. Набережная в этом месте была уширена на 17—20 м за счёт акватории Невы.
Дальнейшее капитальное благоустройство набережной происходит вверх по течению. С 1967 по 1971 годы от дома № 30 до проспекта Чернышевского возведена высокая гранитная стенка из сборных блоков и ограждением из гранитного парапета. На этом участке, вследствие больших глубин (до 5 м) перед стенкой, в конструкции ростверка были применены сваи-оболочки диаметром 0,6 м и длиной до 24 м. На оси проспекта Чернышевского сооружён монументальный парадный спуск, украшенный двумя крупными гранитными шарами на нижней площадке (авторы проекта — инженеры института «Ленгипроинжпроект» П. П. Рязанцев, А. Д. Гутцайт, Б. Б. Левин и архитектор Л. А. Носков). В 1977—1978 годах выше по течению укрепляется следующий участок набережной длиной 680 м. Это высокая гранитная стенка с двумя однотипными спусками и снегоразгрузочной эстакадой длиной 102 м. Работы выполнены строительным управлением СУ-4 треста «Ленмостострой» под руководством главного инженера Л. Н. Юнчиса и производителя работ Н. А. Черникова. В 1980 году был построен завершающий верховой участок набережной длиной 134 м. Общая протяжённость набережной составляет 1425,9 м.

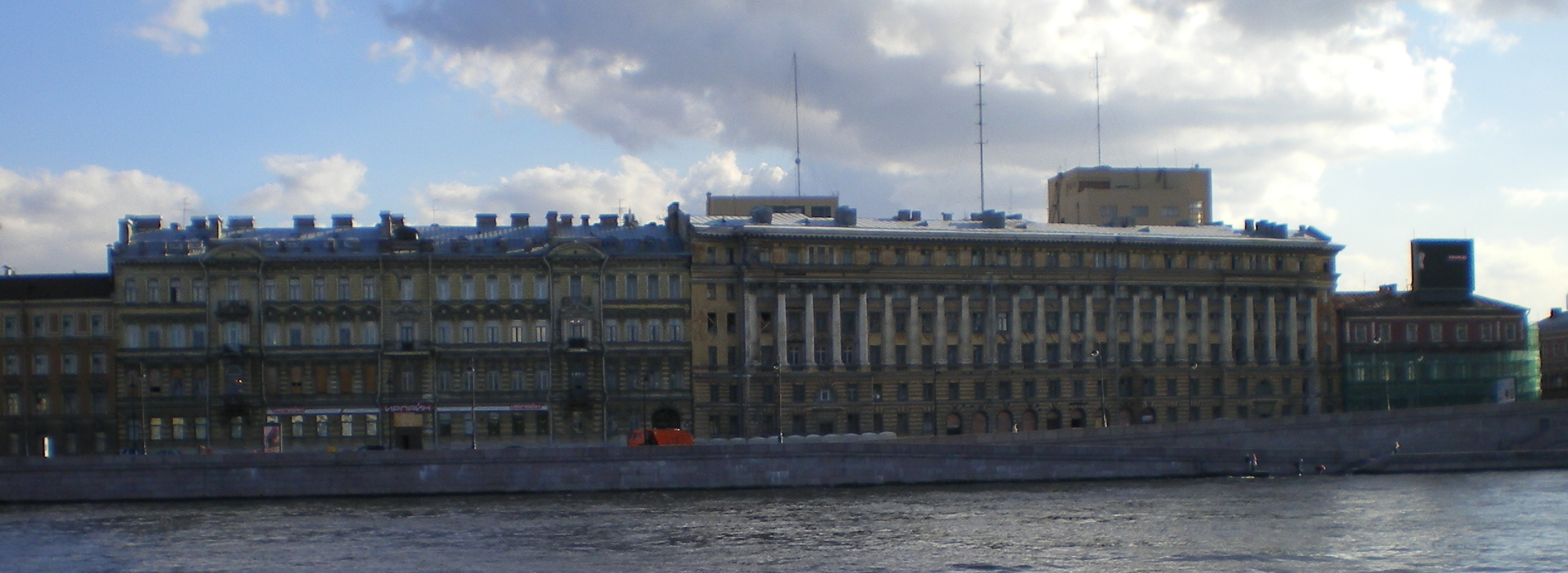
Вид с Невы на дома 30—34. Осень 2007 года

## Достопримечательности
- Дом № 32 (с видом на крейсер «Аврора») был построен в 1950-е годы специально для семей сотрудников КГБ. В середине 1990-х годов дом был признан аварийным и расселён, а в 2008 году — снесён[15]. В 2017 году на этом месте началось строительство клубного дома на 40 квартир[16].
- В доме № 14 находится первый в России Музей кофе[17].
- 4 дома-новостройки на набережной от группы ЛСР под номерами 4А, 6-8А, 10А и 12А в июне 2014 года были включены в «Список диссонирующих объектов», опубликованный правительством города[18][19].

### Мемориал «Жертвам политических репрессий»
28 апреля 1995 года напротив «Крестов» установлен мемориал «Жертвам политических репрессий» в виде двух бронзовых сфинксов на гранитных постаментах (автор проекта — Михаил Шемякин). К жилым домам на набережной эти необычные сфинксы обращены профилем как юные женские лица, к Неве и тюрьме «Кресты» на противоположном берегу — как изъеденные, обнажившиеся черепа. Между сфинксами на парапете набережной — стилизованное окно тюремной камеры с решёткой. По периметрам гранитных постаментов — медные таблички, на которых выгравированы строки из произведений Н. Гумилёва, О. Мандельштама, А. Ахматовой, Н. Заболоцкого, Д. Андреева, Д. Лихачёва, И. Бродского, Ю. Галанскова, А. Солженицына, В. Высоцкого, В. Буковского.

### Памятник Анне Ахматовой
На небольшой площади между Шпалерной улицей и Воскресенской набережной стоит памятник поэтессе Анне Ахматовой, у которой в «Крестах» был заключён сын Лев (в 1938—1939 годах). Он воздвигнут здесь в декабре 2006 года скульптором Г. Додоновой и архитектором В. Реппо. На гранитном пьедестале высечены строки из Ахматовского «Реквиема»:

Памятник А. А. Ахматовой

И я молюсь не о себе одной,
А обо всех, кто там стоял со мной
И в лютый холод, и в июльский зной,
Под красною, ослепшею стеной.
Завершается же «Реквием» так:
А если когда-нибудь в этой стране
Воздвигнуть задумают памятник мне,
Согласье на это даю торжество,
Но только с условьем: не ставить его
Ни около моря, где я родилась
(Последняя с морем разорвана связь),
Ни в царском саду у заветного пня,
Где тень безутешная ищет меня,
А здесь, где стояла я триста часов
И где для меня не открыли засов.
Затем, что и в смерти блаженной боюсь
Забыть громыхание чёрных марусь,
Забыть, как постылая хлопала дверь
И выла старуха, как раненый зверь.
И пусть с неподвижных и бронзовых век
Как слёзы струится подтаявший снег,
И голубь тюремный пусть гулит вдали,
И тихо идут по Неве корабли.

### Памятный знак кораблю «Полтава»
6 марта 2015 года в створе проспекта Чернышевского открыт памятник русскому линейному кораблю «Полтава» (скульптор Александр Таратынов, архитектор Валерий Лукин).